# Seevorstadt
Seevorstadt is een stadsdeel van het stadsdistrict Altstadt in Dresden.
In Seevorstadt ligt de belangrijke winkelstraat Prager Straße met aan het einde daarvan de Wienerplatz met het Hauptbahnhof. De naam van de wijk is afgeleid van verschillende meren (Duits See) die ten zuiden van de latere gracht van de stadsversterkingen lagen. De meren zelf werden vanaf de late middeleeuwen drooggelegd.